# Ланжероновская улица
Ланжероновская улица расположена в центральной части Одессы, от Гаванной улицы (район Городского сада) до Ланжероновского спуска. Идёт параллельно Дерибасовской и Греческой улицам.

## История
Проложена в портняжьей слободе, первое название — Портняжья.
Современное название получила в честь одесского градоначальника с 1815 по 1820 год Луи де Ланжерона (названа в 1817 году, ещё при его жизни).
По неровности местного рельефа на пересечении улицей Военной балки был построен мост. Впоследствии территория выровнена, а мост засыпан.
Считается, что на этой улице 22 августа 1794 года было заложено самое первое здание в городе — дом генерал-поручика князя Г. С. Волконского (не сохранился).

## Новая история
Во время революционных событий 1917 года здание Английского клуба занимал штаб войск Центральной рады. 1 декабря 1917 года перед зданием был смертельно ранен командир Красной гвардии М. И. Кангун.
С 1920 по 1991 годы улица носила имя Ласточкина (1885—1919) — профессионального революционера, большевика, профсоюзного деятеля, председателя Одесского подпольного обкома КП(б)У.
В 1995 году во дворе Литературного музея основан Сад скульптур (автор проекта — Леонид Викторович Липтуга).
В нём 13 юмористических скульптурных композиций, созданных современными скульпторами и посвящённых писателям, литературным героям и персонажам одесского фольклора:
1. «Герой одесских анекдотов Рабинович» (скульптор Резо Габриадзе)
2. «Антилопа Гну»
3. «Памятник грядущему гению»
4. «Сашка-музыкант»
5. «Джинсовый Дюк»
6. «Зелёный фургон»
7. «Одесса-мама»
8. «Одессит Миша»
9. «Шаланды, полные кефали»
10. «Памятник неизвестному читателю»
11. Памятник И. Ильфу и Е. Петрову
12. Памятник Н. В. Гоголю «Птица-тройка»
13. Памятник Константину Паустовскому «Время больших ожиданий»

## Здания и сооружения
д. 1 — Моринспекция (1841 ? 1835—1836, архитектор Ф. К. Боффо);
д. 2 — бывший дворец князей Гагариных (1842—1850, архитектор Людвиг Оттон), в 1898 году городская Дума передала здание Одесскому литературно-артистическому обществу, ныне — Одесский государственный литературный музей. К зданию музея примыкает дворик в итальянском стиле, украшенный клумбами и фонтаном — «Сад скульптур»;
д. 3 — дом Лидерса (1820-е годы, архитектор Д. Торичелли);
д. 4 — Одесский археологический музей (1850-е, архитектор Людвиг Оттон);
д. 5 — доходный дом Клеймана (начало XIX века, архитектор Д. Торичелли, перестроен в конце XIX века архитектором Д.Е. Мазировым);
д. 6 — Английский клуб (1842, архитектор Д. Торичелли, ныне — музей морского флота);
д. 8 — «дом Навроцкого», жил и работал в конце XIX — начале XX веков редактор и собственник газеты «Одесский листок» В. Навроцкий (в начале XX века надстроена мансарда);
д. 13 — отель «Моцарт» (1910, перестроен в 2002, архитектор Повстанюк);
д. 15 — доходный дом Григорьева;
д. 17 — Ришельевский лицей;
д. 21 — Одесский научно-исследовательский институт судебных экспертиз;
д. 20/22 — (1842, архитектор Д. Торичелли);
д. 24 — доходный дом Скаржинской;
д. 24а — доходный дом Генцельмана;
д. 28 — дом Карузо (1848, архитектор Ф. О. Моранди, перестроен в 1940, архитектор В. Л. Фельдштейн).
Задним фасадом на улицу выходит Одесский оперный театр. За домами 8—22 по чётной стороне улицы находится сквер Пале-Рояль.

## Галерея

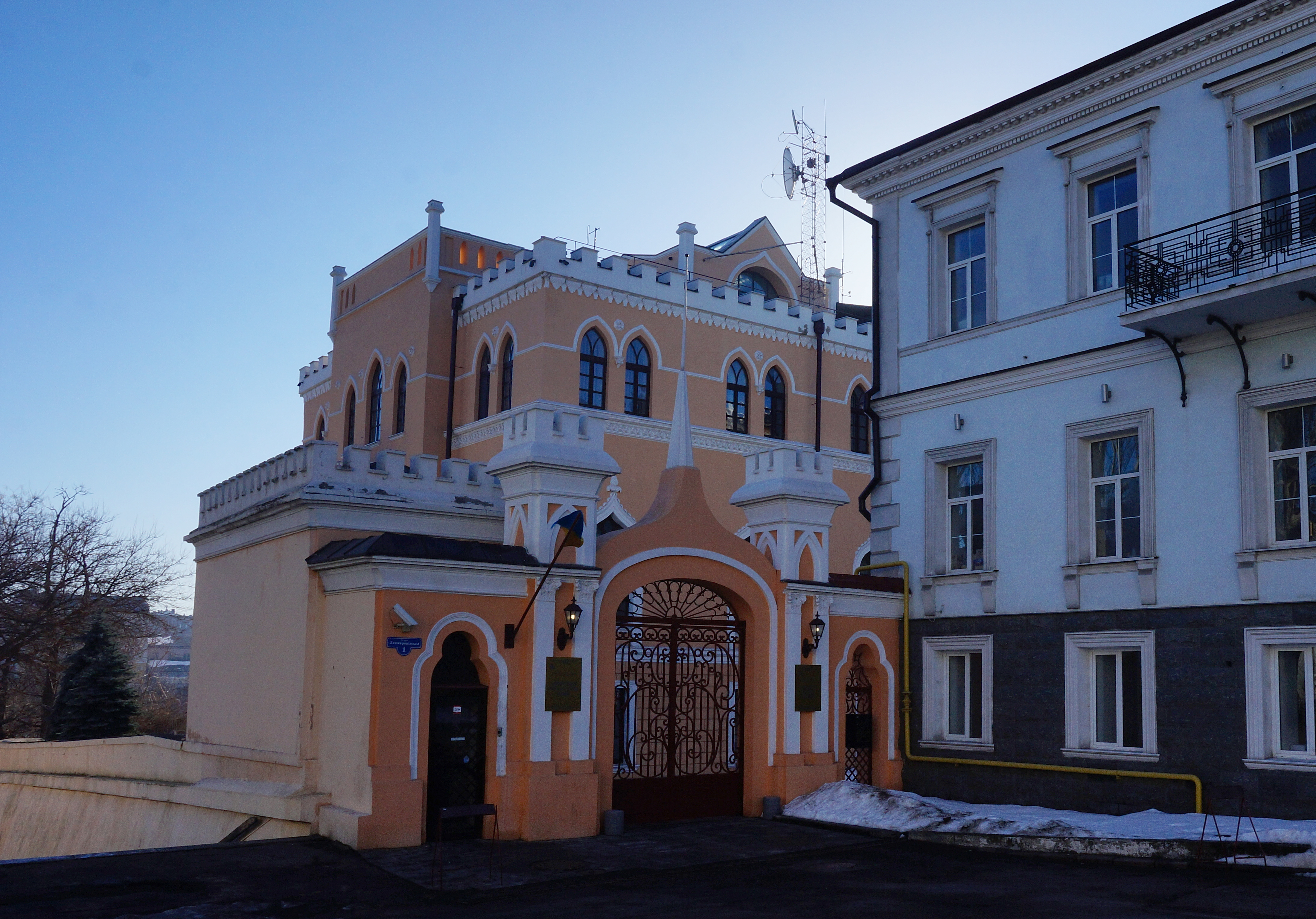
дворец Витта
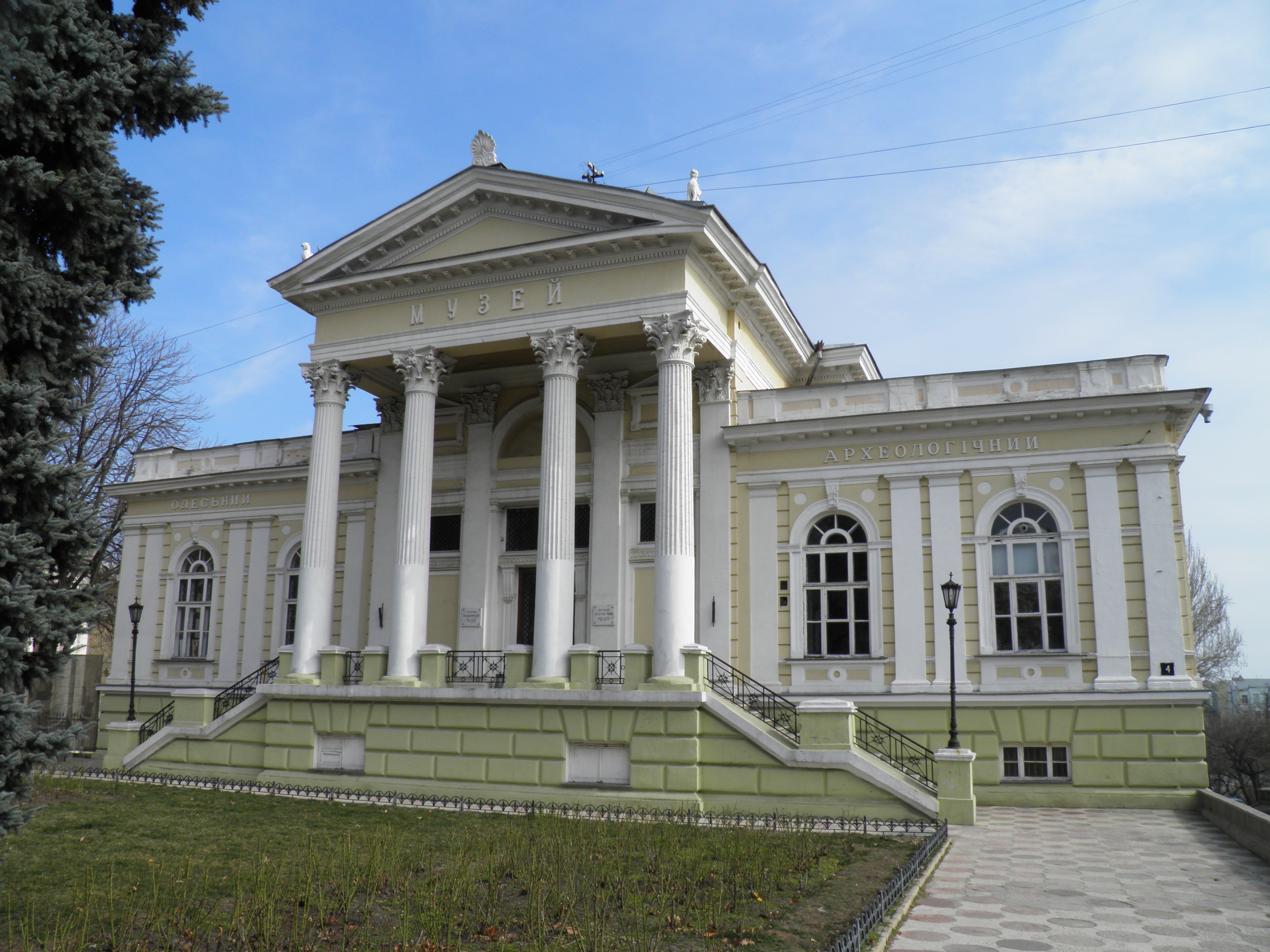
Одесский археологический музей
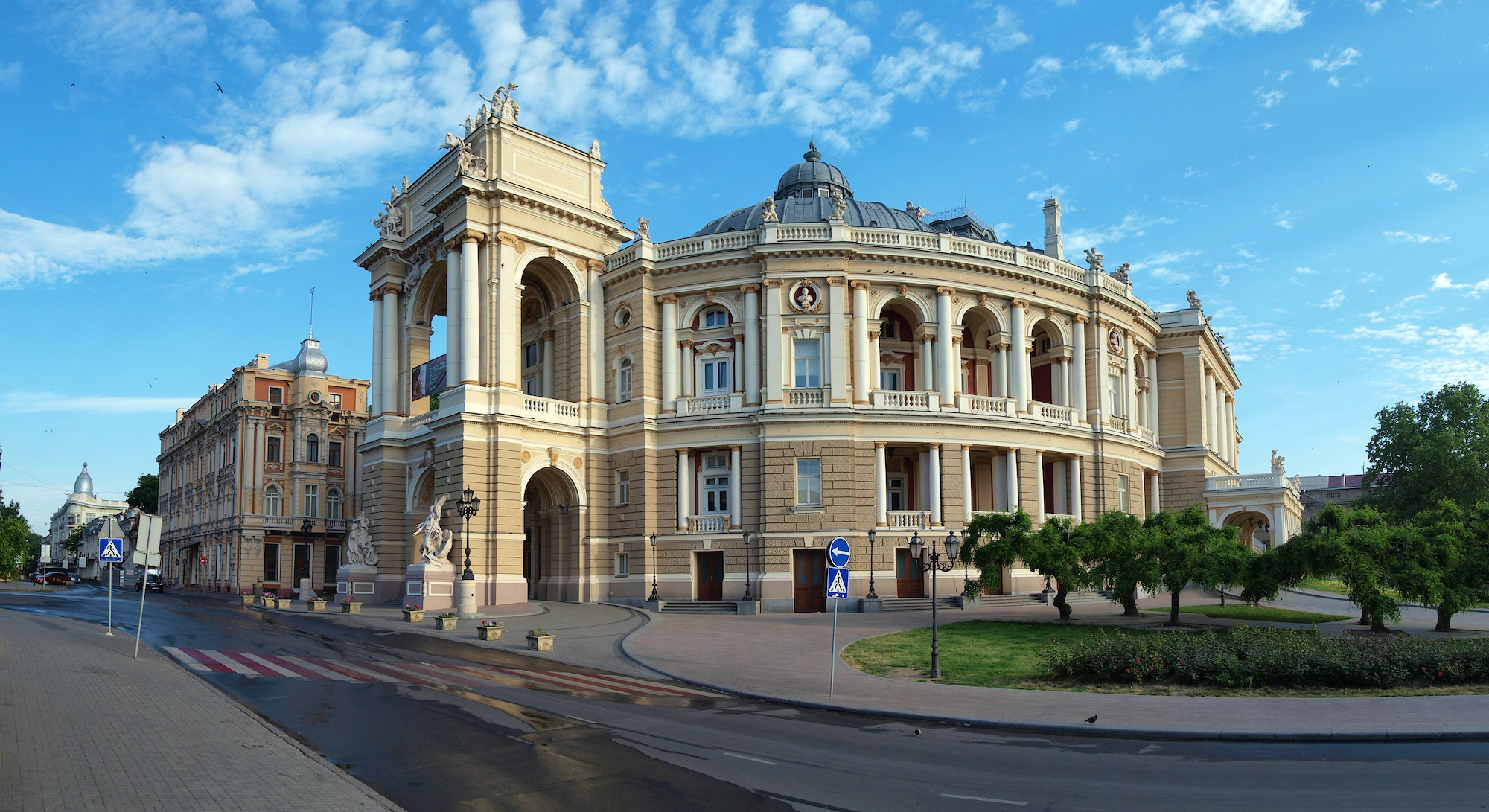
Театр оперы и балета
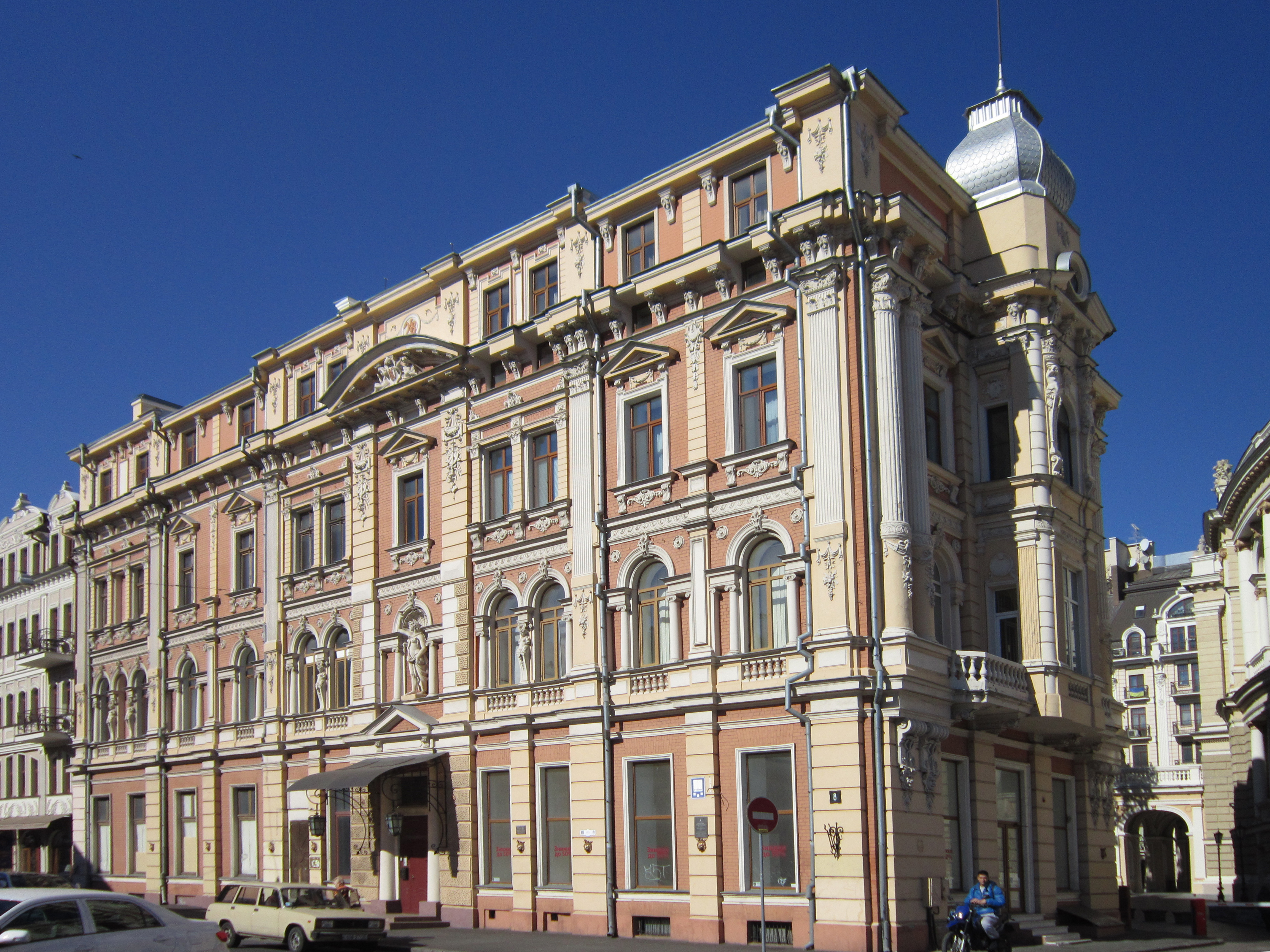
Дом Навроцкого
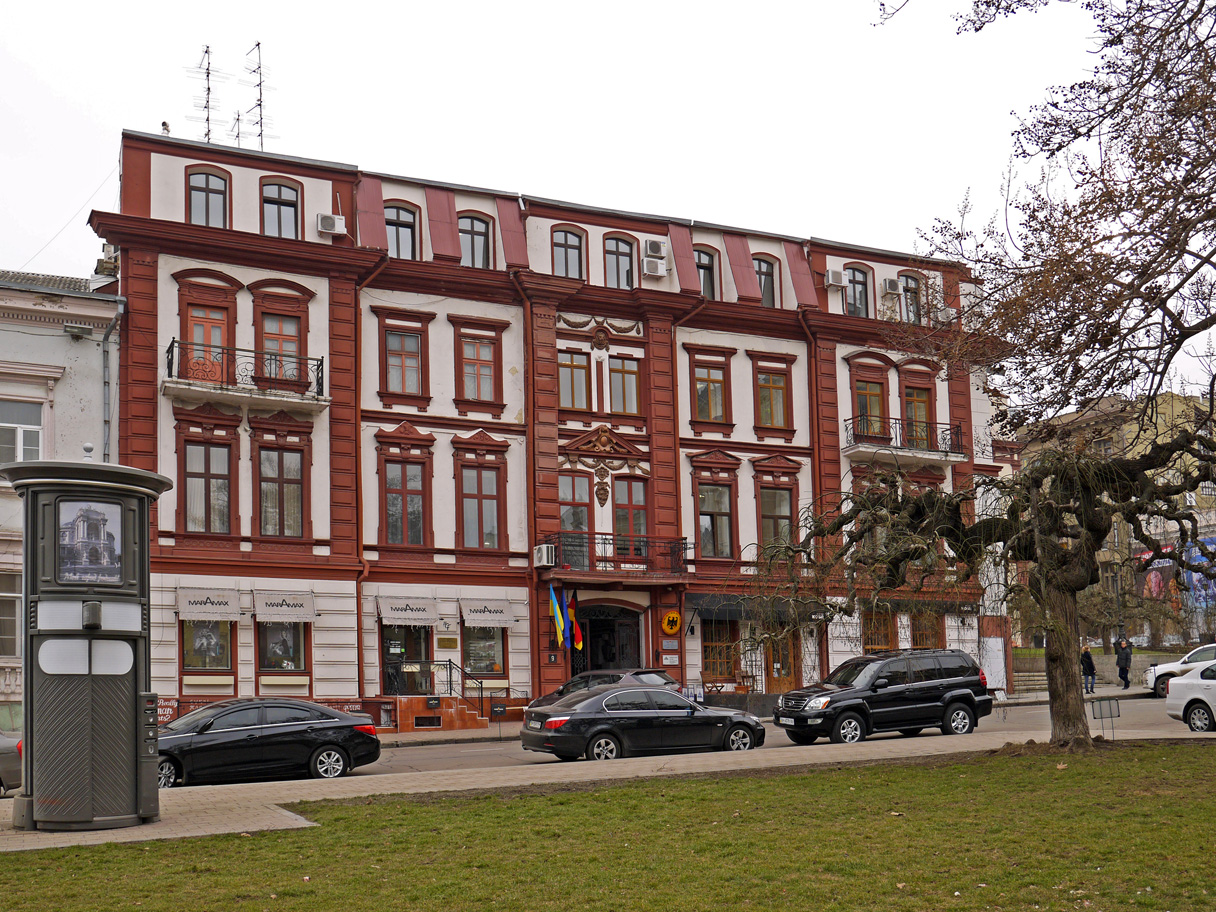
Прибыльный дом
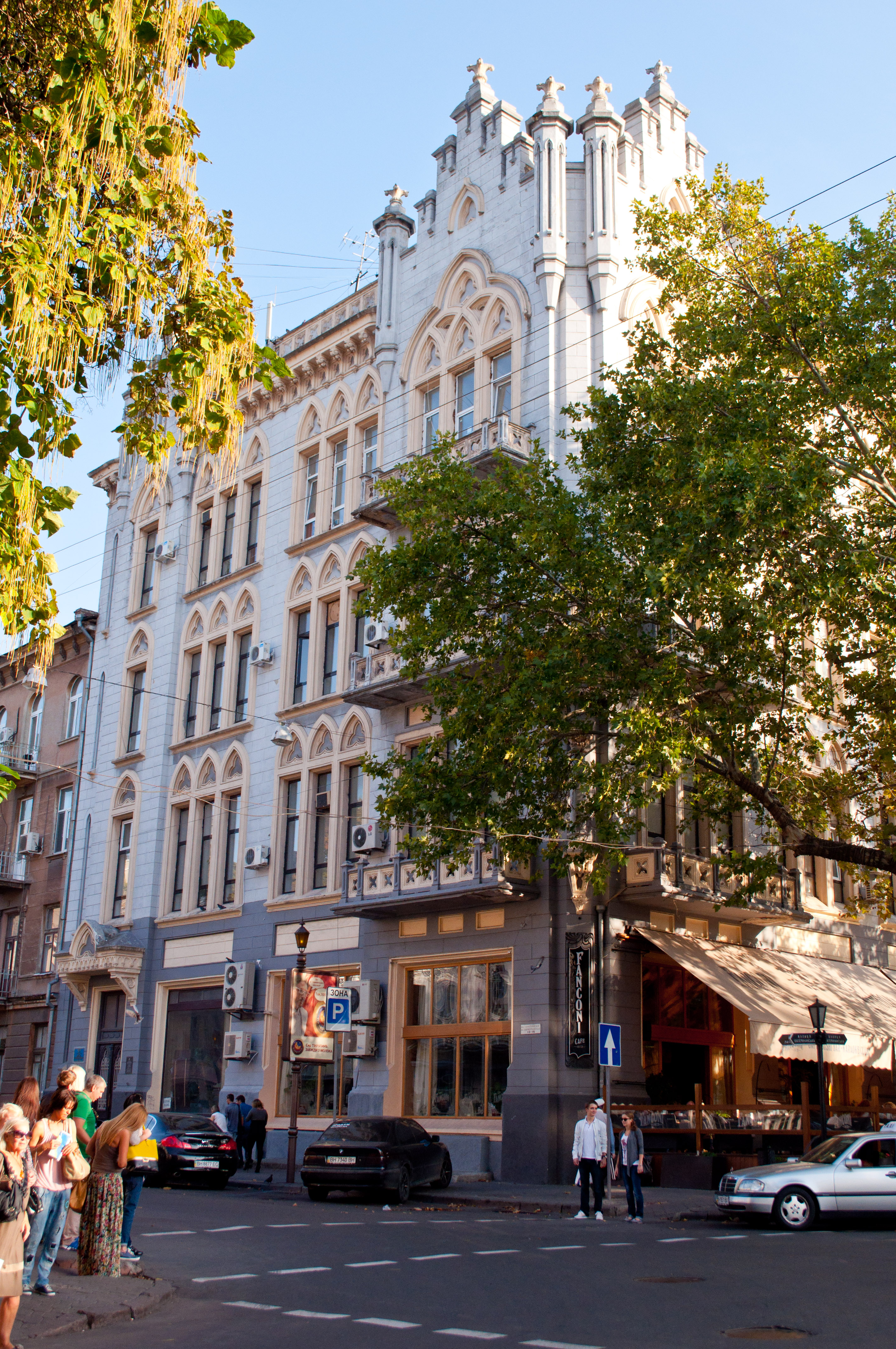
Кафе Фанкони
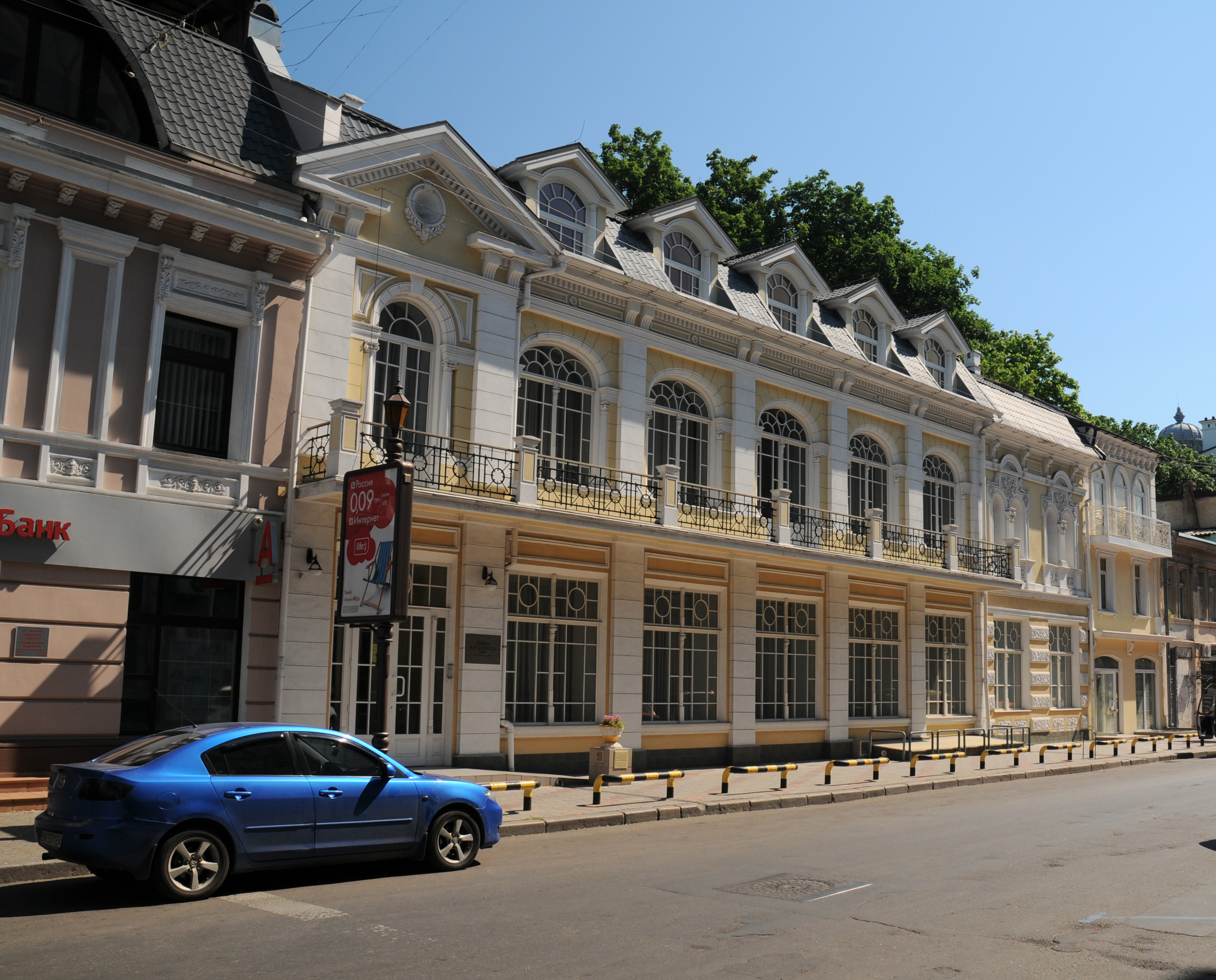
Комплекс торговых домов
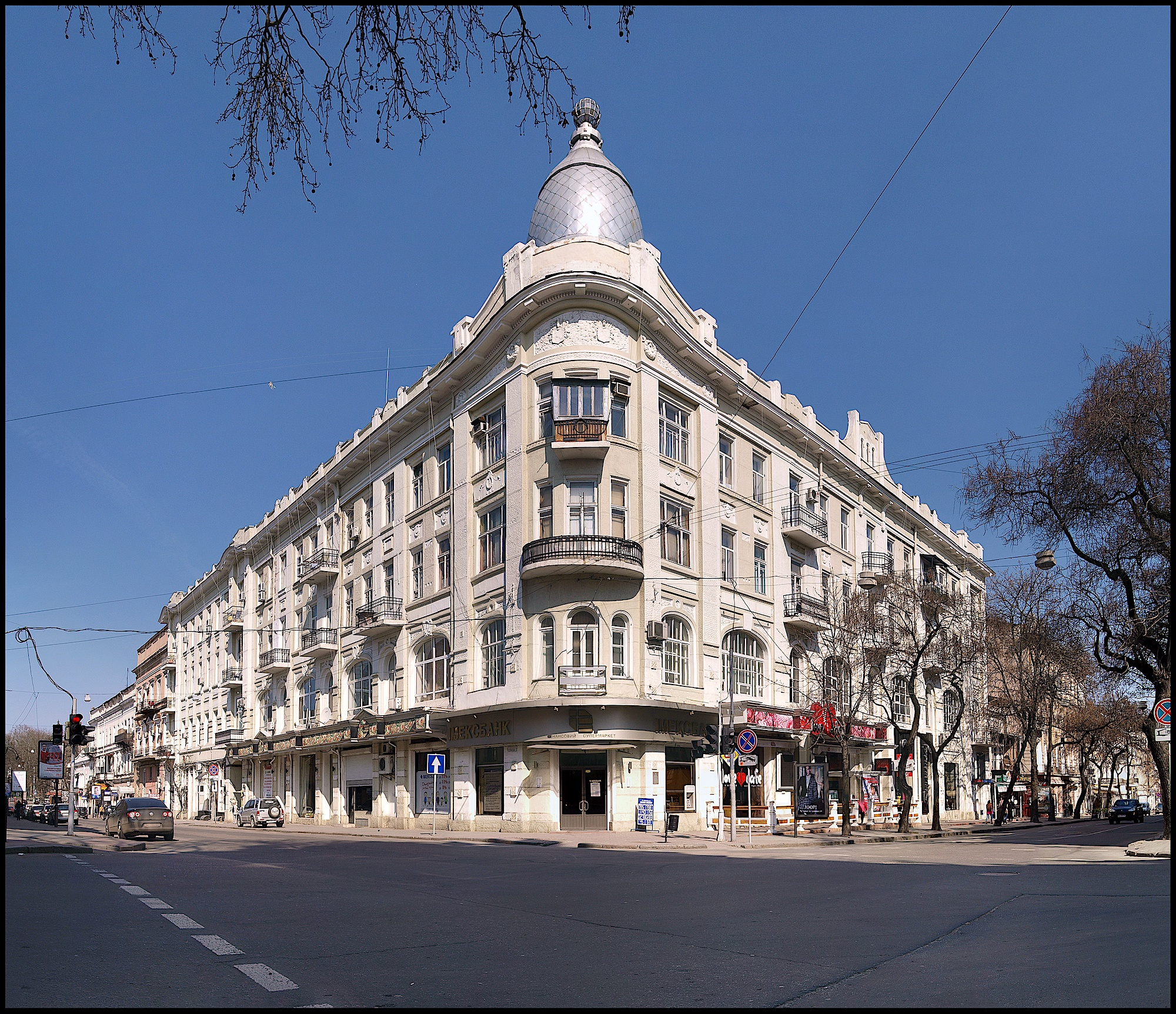
Кафе Робина
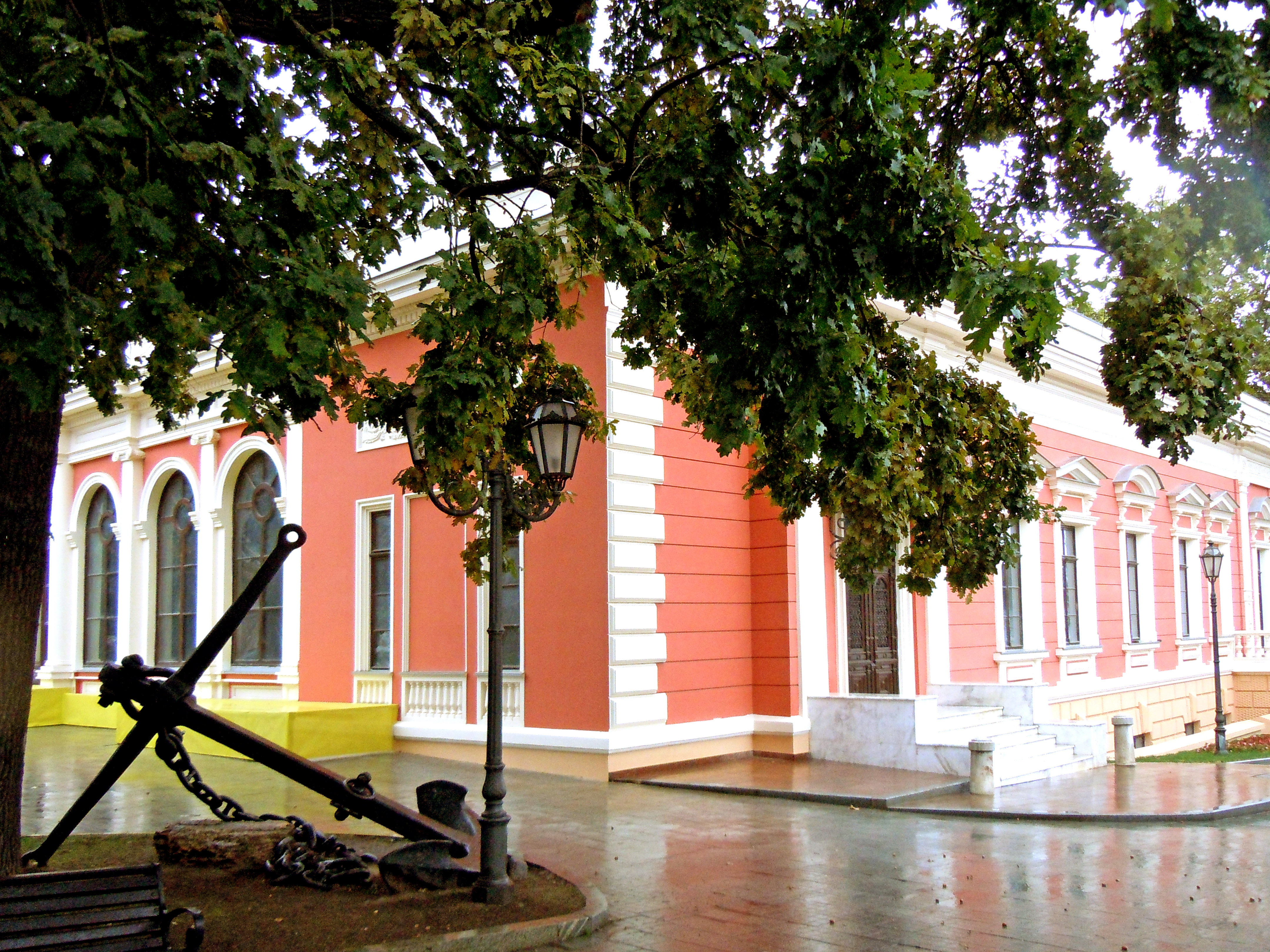
Музей морского флота Украины

## Улица в кинематографе
На улице снят ряд эпизодов фильма «Приморский бульвар» — из дома № 8 («дом Навроцкого») выходит после разговора с Жанной Львовной Илья Петрович Огоньков писать новый сценарий. Из подъезда этого же дома выбегают исполняющие танец страховые агенты.
По Ланжероновской улице у Оперного театра катятся устроившие показательное выступление скейтбордисты.